# Josef Jan Kratochvíl
Josef Jan Kratochvíl (11. května 1906 – 31. srpna 1943) byl český odbojář proti nacismu, popravený za odbojovou činnost, a rozhlasový pracovník. Pracoval jako středoškolský učitel, působil v rozhlase i Junáku. Za okupace působil v odbojové organizaci Petiční výbor Věrni zůstaneme (PVVZ). Oproti zbytku této organizace byl zatčen poměrně brzy, a to za rozdávání letáků a držení zbraní.

## Život

### Dětství a rodina
RNDr. Josef Jan Kratochvíl se narodil dne 11. května 1906. Oba jeho rodiče i širší příbuzenstvo žili na Říčansku. Když se jeho rodiče Antonín Kratochvíl a Alžběta Burianová v roce 1902 brali, byli velmi mladí a chudí. V té době pracovali a žili v podnájmu na statku v Nedvězí u Říčan, kde se také Josef narodil. Krátce nato si jeho rodiče nejprve pronajali a později i odkoupili (na hypotéku, kterou spláceli celý život) domek v nedalekých Křenicích. V této době si jeho maminka udělala zdravotnický kurz a zkoušky a dalších několik desetiletí pracovala jako porodní asistentka (dříve tzv. „porodní bába“) nejen v Křenici, ale i v okolních vsích. Dle vzpomínek pamětníků byla zkušená, šikovná, rozumná a energická. Proto ji lidé vyhledávali i pro radu a pomoc v nemoci, nebo i jiných problémech. Byla velice obětavá. Josefův otec pracoval zpočátku jako zedník, později, když k majetku přibyly polnosti, tak hospodařil na polích. Sám říkával, že práci má rád. Když procházel obcí, nebo jel na pole, na každého souseda dovedl vesele promluvit a zažertovat. Byl to také vynikající vypravěč. Postupně se jim narodilo šest dětí, z nichž jen tři se dožily dospělosti.
Prvních pět let školní docházky strávil malý Josef v Obecné škole v nedalekých Slušticích a do měšťanské školy (dnešní 2. stupeň ZŠ) chodil v Říčanech. Kratochvílovi byli ze vsi první, kdo své dítě do měšťanské školy posílali, malý Josef ale školu zvládal dobře, takže se stal dobrým příkladem a postupem několika let křenických dětí docházejících do Říčan přibylo.

### Studia
Po absolvování jednoročního učebního kursu na Královských Vinohradech vstoupil v roce 1921 na První český státní učitelský ústav v Praze II (1921–1925). Zde složil 10. června 1925 svou první maturitu. Aby mohl studovat v Praze, musel si sám platit podnájem, na který jeho rodiče neměli. Proto si během studia přivydělával doučováním slabších spolužáků i dozory na hřištích na Karlově náměstí a v Družinách mládeže v Braníku. Proslul zde mj. hraním loutkového divadla a nacvičením mnoha her s dětmi, které mu byly svěřeny.
V letech 1925–1927 studoval na Vysoké škole pedagogických studií (další studium bylo mj. ovlivněno ekonomickou krizí a nedostatkem učitelských míst). Poté následovala v červnu 1933 druhá maturita na reálce v Praze. V této době bydlel na studentské koleji na Hradčanech. Protože měl Josef Kratochvíl veliký zájem o přírodní vědy, přihlásil se ještě na Přírodovědeckou fakultu Karlovy university, kde vystudoval přírodopis a tělocvik. Své vzdělání si doplnil studiem v zahraničí, a to v Německu (1926, 1927, 1930), Dánsku (1927) a Švédsku (1927, Medical faculty of Lind). Díky nově nabytému vzdělání se mohl rozhodnout: buď se stát vědcem, nebo učitelem. Rozhodl se pro pedagogiku.

### Učitelství a další činnost
Své učitelské dráze se Josef Kratochvíl věnoval s nadšením od roku 1932. Nejprve působil jako výpomocný učitel na II. státním československém reálném gymnáziu v Praze II (od 1. září 1932 do 31. ledna 1933). Krátce zastával post prozatímního profesora Státního československého koedukovaného ústavu učitelského v Opavě (od 27. června 1933 do 1. září 1933). A nakonec zakotvil jako definitivní profesor na reálném gymnáziu v Praze-Vršovicích (od 1. září 1933 až do 15. května 1940).
Kratochvíla kromě přírodních věd velmi zaujala tělovýchova a sport. Už v době studií publikoval řadu článků v různých časopisech (mj. Nová tělesná výchova, Na stráž, Časopis profesorů tělocviku, Sokol, Antropologie, Dnešní studenti atd.). Rozsáhlá byla i jeho přednášková činnost. Lidem byl dobře známý hlavně z rozhlasu. Jako první u nás totiž zavedl rozhlasovou relaci ranní rozcvičky „Vesele do nového dne“. Návody na cvičení publikoval i ve formě článků a později knih: Cvičte s námi; Zdraví, síla, krása; Ve zdravém těle zdravý duch a které měly velký ohlas. Natočil také řadu gramofonových desek se cvičením při hudbě („His Master's Voise“ – Ve zdravém těle zdravý duch, Lyžařské cviky, Zdravotní gymnastika, Zdravotní cvičení). V roce 1939, byť i za okupace, reprezentoval československou tělovýchovu na slavnostních tělocvičných hrách Lingiadě ve Stockholmu a při té příležitosti byl přijat samotným švédským králem.
Mimo učitelské a publikační práce a činnosti v rozhlase se Josef Jan Kratochvíl stal instruktorem Státních tělovýchovných kurzů, branné výchovy, Svazu junáků a českých lesních škol a také instruktorem Masarykovy letecké ligy. Na spolupráci s ním vzpomíná i odbojář inženýr B. Janáček : „Dr. Josefa Kratochvíla jsem poznal jako šestnáctiletý, když jsem byl v roce 1938 vybrán do I. české lesní školy pro výchovu skautských činovníků v Horce nad Sázavou. Byl jsem tehdy nejmladším posluchačem. Ve sboru instruktorů přednášel dr. Josef Kratochvíl, který s prof. V. Šmidrkalem řídil tělesnou výchovu. Dr. Kratochvíla jsme měli všichni bez výjimky rádi. Pro jeho dobrou, přátelskou a otevřenou povahu a jednání, pro jeho zásadovost a důslednost. A zejména pro jeho zvláštní a pěkný vztah k nám chlapcům a mladým lidem vůbec. S ním i ostatními instruktory jsme si vzájemně tykali a přesto to nijak nesnižovalo jejich autoritu. Spíše naopak. Rozhovory s dr. Kratochvílem, ať již v době táborového zaměstnání, pří výcviku, ale zejména u táborových ohňů, to bylo pro nás chlapce otevírání nových pohledů na život a svět, na vztah mezi lidmi, na vztah ke státu, národu, k ostatním zemím – viděno jeho očima a jeho životní moudrostí. A jeho promluvy a připomínky k problematice tehdejší dramatické doby, kdy pevně věřil, že se můžeme s úspěchem bránit německému fašismu … nás posilovaly. To byly chvíle, na které se nezapomíná celý život.“ Vojenskou službou si prošel celkem třikrát. Poprvé od 1. října 1929 do 14. prosince 1929. Podruhé od 1. listopadu 1933 do 16. října 1934 a potřetí při všeobecné mobilizaci od 24. září 1938 do 12. října 1938.
V únoru 1935 se Josef Kratochvíl oženil s RNDr. Věrou Machovou a již v prosinci toho roku se jim narodil první syn Jiří. V září roku 1939 potom syn Petr. V těchto letech bydleli ve vile ve Vostrovské ulici v Praze 6.

### Odboj
Bezprostředně po 15.3.1939 se J. J. Kratochvíl zapojil do protifašistického odboje. Navázal spolupráci s prof. Vojtěchem Čížkem, se kterým se znal již dříve z práce ve Svazu středoškolských profesorů. Ten byl duší ilegální organizace Petiční výbor Věrni zůstaneme (PVVZ), jejím čelným představitelem se stal i JJK. Jeho činnost byla mnohostranná a přesahovala hranice tehdejší Velké Prahy. Stal se důvěrníkem mezi PVVZ a vojenskou odbojovou organizací Obrana národa. Nadále pracoval jako profesor tělocviku a dobrovolný pracovník s mládeží (Sokol, Junák, lesní školy, tábory v přírodě), kde se snažil mladé lidi orientovat protifašistickým směrem. Za pomoci dalších spolupracovníků zřídil „velocipédovou službu“, prostřednictvím které získával informace z venkova a poskytoval je vedení PVVZ. Byt Kratochvílových ve Vostrovské ulici se stával místem schůzek ilegálních pracovníků. Spolupracoval také s uhříněveskou skupinou kolem pplk. Václava Nováka.
Již několik týdnů po začátku okupace mj. na popud JJK vznikly ilegální skupiny na Kolínsku, Kutné Hoře, Havlíčkově Brodě, Čáslavi, Chotěboři, Humpolci, Pelhřimově a Přibyslavi. V jejich rámci byl vydáván, rozmnožován a rozšiřován ilegální časopis V boj. Část těchto skupin byla však gestapem odhalena a jejich členové pozatýkáni již koncem roku 1939. Ilegální činnost JJK spočívala také ve shromažďování zbraní a polních telefonů, které měl k dispozici z branných cvičení. Tato činnost nebyla zpočátku gestapu známa, ale přišlo na ni později cestou lsti.
Na zatčení JJK se gestapo připravovalo delší dobu. Dům Kratochvílových byl sledován a tak byla mj. odhalena i tajná schránka určená na předávání zpráv v rámci odbojové skupiny. Jeho manželka vzpomínala, že již několik dní před zatčením ji sousedé v obchodě upozorňovali, že je gestapo pravděpodobně sleduje. JJK byl zatčen ve svém bytě bezprostředně po příchodu z práce – ze školy ve středu 15. května 1940. Všechny připravené únikové cesty byly zmařeny.
Nejprve byl uvězněn v Pankrácké věznici. V té pobýval do 19. prosince 1940. Poté byl přesunut do terezínské Malé pevnosti, kde přebýval od 19. prosince 1940 do 11. února 1941. V Mnichově-Stadelheimu byl vězněn od 11. února 1941 do dubna 1943. Následně ho uvrhli do žaláře ve Stuttgartu a to od dubna 1943 do 31. srpna 1943, kdy byl ve věku 37 let popraven. Rozsudek nad ním byl vynesen 15. května 1943 také ve Stuttgartu.

## Vězení
Rukopis RNDr. Věry Kratochvílové, který byl pracovně nazván „Zatčení RNDr. Josefa Kratochvíla“ vznikl v období po konci druhé světové války. Přesné datum není známo. Nachází se v něm ručně psaný text vepsaný do tří, k sobě přivázaných sešitů formátu A5. Dohromady text tvoří přibližně 179 stránek. Obsahuje vzpomínky Věry Kratochvílové a ne zcela doslovný přepis většiny dopisů a motáků od jejího manžela. Na tvorbě tohoto rukopisu se prý podílela i sestra Josefa Jana Kratochvíla, Marie Kratochvílová. Podle toho, co jsme se dozvěděli, byl rukopis vytvořen za účelem vydání. To se ale nepovedlo, protože po druhé světové válce v Čechách nastoupili komunisté a knihy o vězněných odbojářích proti nacismu vydali pouze, když se jednalo o člověka z východního odboje, jímž Josef Jan Kratochvíl nebyl. Rukopis se tedy stal jen součástí pozůstalostí, které nikdo dlouhou dobu více neprohlížel. Objeven byl až v březnu 2009 v pozůstalostech Marie Kratochvílové - Hercíkové.
Žádný vzkaz mi nemohl nechat. Našla jsem jen – po delší době – pod kloboukem ve skříni útržek z nějakého časopisu s nadpisem nějakého článku: „Odcházím bez rozloučení…“
(Vzpomínky Věry Kratochvílové krátce po zatčení jejího manžela Josefa Jana Kratochvíla)
…už nikdy nenapíše, nikdy nepřijede….

To bylo strašné. Lehla jsem si hlavou na otevřený dopis na psacím stole a plakala jsem…
(Vzpomínky V. Kratochvílové po popravě J. Kratochvíla)

## Ukázky z díla
Mé cely mřížoví matné 
do světa tykadlo jediné samotné
oprašuje sněhu pláč.
Vně i uvnitř má nový ruch,
neb začíná dýchat jarní vzduch.
(J. Kratochvíl - Legální dopis ze 7. III. 1942)
Jsou chvíle kdy i mrtví mluví,
a jejich řeč je čistá jako horský pramen,
vznešená, jako píseň lesa,
je hluboká, jako hvězdná obloha.
Jen chápat je třeba, a spíš srdcem, než rozumem.
(Archiv českého rozhlasu. I. Č. AF00584/2. Kratochvíl, J. – přednáška o legionáři J. Čapkovi /střelec pluku J. Žižky/. 16. 6. 1938)

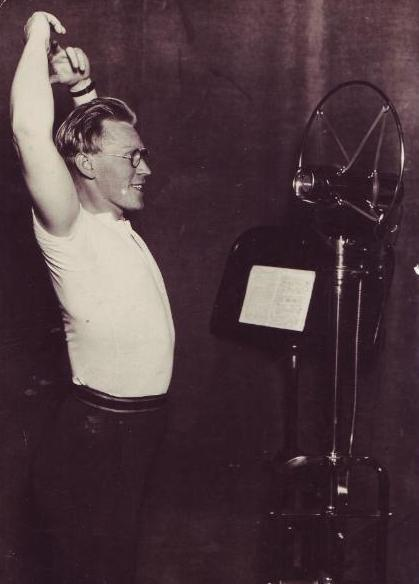
Josef Kratochvíl při práci v rozhlase

„…špatně vypadáš? Co Tě trápí? Co? Já jsem se svým osudem spokojen. Že to nejsou prvé rány, které jsem dostal, tak jsem tak trochu „otužilý..“ Neboj se, byl jsem a budu statečný. Buď i Ty statečná. A v jednání opatrná. Nebojím se, nezaplakal jsem.. Podívej se, nic se nedá dělat, než čekat, zcela klidně. Jsou zde i tací, kteří jsou zcela nevinní, např. došli pro nějakého člověka, že má přijít do hostince a jsou zde, kteří přiznali, že rozbili izolátory a sedí tu už 3 měsíce, jsou zde i děti 16leté – na Pankráci i 12leté – že hodil kamenem – jsou zde i stařečkové – jejich rodiny jsou statečné. Buď i Ty statečná. Jez hodně, choď na procházky, omývej se studenou vodou, otužuj se. Jdi na nějaký film, buď veselá. Nemáš, proč bys měla být smutná. Mé svědomí je čisté. Nebojím se ani nejhoršího.“
(Moták z Terezínské věznice v lednu 1941)
„…Moji drazí! Člověk by se domníval, že snad pokrok a technika urychlují tok času, ale my dlíme ve vězení, a jak ten čas letí. Snad nedostatek dojmů, prázdnota dní či snad práce, při níž nemáme čas přemýšlet o sobě – neuvědomujeme si každý zlomek hodiny, to snad pohání dny do klusu. Od kamen hřejí nás již vánoce. Zase jsme vyzrálejší, starší. Zda bych chtěl znovu prožít dětství, mládí? Nikoliv. Nalézám v té době, ve které žiji, větší bohatství doby předešlé. Pracuje-li člověk poctivě, svědomitě, chytí-li každý okamžik oběma rukama, nemusí svůj život opravovat. Znát budoucnost? Dobře, že ji neznáme. Viděli bychom před sebou jen zlé, trud, bolest. Prožíváním přítomnosti z minulosti se cedí jen radost, příjemné, dobré. Neznání budoucnosti usnadňuje člověku dojíti pevným krokem až na práh Věčna. I naše konání má relativní trvání a hodnotu. Nic nelze zařídit na věky. Pohled na datum přičaroval mi přemilou vzpomínku na Tebe, na Tvoji milou, klidnou tvář – hladím tě i naše hodné děti, rodiče i sourozence. Však denně ráno i večer vzpomínám. Vzpomínám i písní: „Otče – otče – otčenáš má panenko, jak se máš? Zdráva milý, zdráva jsem, když tě vidím, ráda jsem. Desatero boží, kněz nám ruce složí, andělíčku, strážce můj, Ty jsi moje, já jsem Tvůj.“ Tak jako mně, jistě i Tobě v stříbrnou pavučinu vdechlo to nejkrásnější a roztomilé vzpomínky, Vše ulétlo v hřejivou minulost…“
(Legální dopis z 8. listopadu 1942 – Mnichov)